# Der große Eisenbahnraub (1979)
Der große Eisenbahnraub (Alternativtitel: Der (erste) große Eisenbahnraub) ist ein britischer Kinofilm aus dem Jahr 1979 im Stil eines sogenannten Heist- oder Caper-Movies. Der Regisseur Michael Crichton schrieb das Drehbuch des Films nach einer eigenen Romanvorlage.

## Handlung
1855 werden von der Eisenbahn in Großbritannien regelmäßig 25.000 Pfund in Gold von London in den Hafen von Folkestone als Sold für die Soldaten im Krimkrieg transportiert.
Der Gentleman-Gauner Edward Pierce hat es auf diese Ladung Gold abgesehen. Seine Freundin Miriam, eine gescheiterte Schauspielerin, der Taschendiebstahl- und Schlüsselspezialist Agar – der beste Schlüsselexperte Englands – und Edwards Kutscher Barlow sind seine Komplizen. Der Coup ist nicht ganz einfach durchzuführen: Tresore in einem fahrenden Zug sind bisher noch nie geknackt worden. Außerdem hat Scotland Yard nach der Festnahme eines Komplizen und dessen Verrat von den Plänen Wind bekommen und die Sicherheitsmaßnahmen des Postwaggons verschärft.
Der größte Teil der Filmhandlung besteht aus der trickreichen Beschaffung der vier verschiedenen Tresorschlüssel, die alle an verschiedenen Orten von verschiedenen Personen aufgehoben werden. Beischlafdiebstahl, Trickbetrügereien und ein minutiös geplanter Einbruch in das Büro des Bahnhofvorstehers führen zum Erfolg. Das Ziel ist, die Schlüssel unentdeckt zu kopieren.
Um den Aufbewahrungsort des ersten Schlüssels zu erfahren, muss sich Edward zunächst als Heiratskandidat in die snobistische Familie eines hohen Bankbeamten einschleusen und unbemerkt in dessen Weinkeller eindringen. Um den zweiten Schlüssel zu erlangen, den ein Bankier stets um seinen Hals trägt, ködert Edward diesen mit Hilfe seiner Freundin in ein Bordell, damit die Gauner erst den Schlüssel lang genug zum Durchführen des Wachsabdrucks in die Hände bekommen, um anschließend mit einer fingierten Razzia den Bankier wieder zu vertreiben, bevor es zum Beischlaf kommt. Die Beschaffung der letzten beiden Schlüssel bringt besondere Herausforderungen mit sich. Hierfür wird der derzeit im Newgate-Gefängnis einsitzende meisterhafte Fassadenkletterer „Clean Willy“ zum Ausbruch motiviert, damit er Agar hilft, in die stark bewachte Bahnhofamtsstube einzubrechen.
Nachdem „Clean Willy“ allerdings wegen eines unbedeutenden Diebstahls geschnappt wird, verrät er aus Angst vor dem berüchtigten Londoner Newgate-Gefängnis das allgemeine Interesse der Gauner am Bahnhof an die Polizei. Bei einem nächtlichen Treffen zwischen Edward und Willy am Crystal Palace will die Polizei Edward festnehmen. Dieser ist jedoch misstrauisch und verlässt den Ort des Geschehens. Clean Willy wird später für diesen Verrat von Barlow ermordet.
Da die Polizei die Sicherheitsmaßnahmen des Gepäckwagens abermals erhöht hat, wird der geschminkte Agar in einem Sarg als vermeintliche Cholera-Leiche eingeschleust. Für den passenden Geruch sorgt eine beigelegte tote Katze. Der Tresorbruch gelingt Agar mit der Hilfe der nachgemachten Schlüssel. Der Waggon wurde allerdings in London von außen verschlossen und soll erst in Folkestone wieder geöffnet werden. Das Gold kann also nicht aus dem Waggon geworfen werden. Edward steigt daher als normaler Fahrgast in den Zug, läuft dann während der Fahrt über die Dächer mehrerer Waggons zum Gepäckwagen. Er öffnet ihn von außen, und die beiden Männer werfen das Gold nach draußen, wo es von ihren treuen Komplizen in einer Kutsche aufgesammelt wird. Pierce schließt die Waggontür wieder von außen und hangelt sich zu seinem Abteil des Personenwagens zurück. Agar legt sich wieder in den Sarg.
Nachdem der Coup gelungen ist und aufgrund eines Austauschs des Goldes gegen Bleistangen noch niemand etwas bemerkt hat, wird Edward in Folkestone dennoch verhaftet, da ihn einer der Polizeibeamten aus der „Clean-Willy“-Affäre wiedererkennt und er durch seinen zerrissenen Mantel auffällig ist. Vor Gericht gestellt, wird Edward einerseits von den Bürgern gefeiert, während er Bankiers, Bahnbeamte und den Richter durch seine tollkühne und dreiste Ehrlichkeit erzürnt. In der Schlussszene gelingt Edward direkt vor dem Gericht durch seine Komplizen jedoch die Flucht mit einer gekaperten Gefängniskutsche.

## Hintergründe
- Der Film stellt die Gauner als die Sympathieträger dar, es gibt eine Reihe von komödiantischen Einlagen, er steht somit in der Tradition der Caper-Movies.
- Im letzten Drittel des Films musste Sean Connery über die Dächer mehrerer Waggons zum Gepäckwagen laufen. Der Zug fuhr dabei etwa 90 km/h, 30 mehr als geplant. Connery führte den Stunt selbst aus.
- Für die Verfilmung des ersten großen Eisenbahnraubs wurde ein Zug im Stil der damaligen Zeit nachgebaut. Die Dampflokomotive schaffte es aber nicht, den Zug auf eine passable Geschwindigkeit zu bringen. Eine Diesellokomotive wurde daher als Gepäckwagen „verkleidet“ und hinter die Dampflok gehängt.
- Der große Eisenbahnraub versucht, das viktorianische Zeitalter möglichst detailgetreu darzustellen. Gefilmt wurde er allerdings in Irland, die Abschlussszene zeigt den Parliament Square des Trinity Colleges in Dublin. Das Budget des Films war mit sechs Millionen Dollar auch damals schon für einen opulenten Ausstattungsfilm recht gering.
- Bei den zwei für die Aufnahmen verwendeten Dampflokomotiven handelte es sich um Schlepptenderlokomotiven der Achsfolge C (0-6-0) der Klasse J15, No 184, gebaut 1880, und No 186 des Baujahres 1879.[1][2]
- Die Geschichte lehnt sich an einen wirklichen Eisenbahnraub im Jahr 1855 an, die Details wurden aber verändert: So betrug die gestohlene Summe lediglich 12.000 Pfund, die Schlüssel waren in den Bahnhofsbüros von London und Folkestone untergebracht, es gab keinen Ausbruch eines Beteiligten.
- Der Film kam im Vereinigten Königreich unter dem Titel The First Great Train Robbery in die Kinos, weil dort als The Great Train Robbery der Überfall auf einen Postzug im Jahr 1963 bezeichnet wird.
- Der Untertitel des Filmposters war „Never have so few taken so much from so many“ (Noch nie haben so wenige so viel von so vielen genommen) – eine Parodie auf eine Rede Winston Churchills mit dem Titel Never was so much owed by so many to so few („Niemals hatten so viele so viel so wenigen zu verdanken“), die er während des Zweiten Weltkrieges gehalten hatte.

## Synchronisation
Die deutsche Synchronbearbeitung entstand noch 1979 bei der Ultra-Film München unter Regie von John Pauls-Harding.
| Rolle                 | Darsteller        | Synchronsprecher      |
| --------------------- | ----------------- | --------------------- |
| Edward Pierce         | Sean Connery      | Gert Günther Hoffmann |
| Robert Agar           | Donald Sutherland | Charles Brauer        |
| Miriam                | Lesley-Anne Down  | Helga Trümper         |
| Henry Fowler          | Malcolm Terris    | Hans Korte            |
| Richter               | André Morell      | Walter Reichelt       |
| Staatsanwalt          | Donald Churchill  | Holger Hagen          |
| Gefängnispfarrer      | Cecil Nash        | Gunnar Möller         |
| Burgess               | Michael Elphick   | Gernot Duda           |
| Gepäckwagen-Schaffner | Joe Cahill        | Gernot Duda           |

## Kritiken
- Lexikon des internationalen Films: „Gaunerkomödie im Gewand des Kostümfilms, delikat gefilmt, aber bis auf den furiosen Schlußteil etwas langatmig inszeniert.“[5]
- Vincent Canby bespricht den Film in der New York Times vom 2. Februar 1979. Regie, Buch und Darstellung seien von Intelligenz geprägt, der Film rufe ein detailgetreues Bild des Viktorianischen Zeitalters hervor und sei gekennzeichnet durch fantastische Actionszenen und Komik.[6]
- Auch Roger Ebert von der Chicago Sun-Times lobt vor allem die authentische Darstellung der viktorianischen Lebensumstände in allen Details. Besonders bemerkenswert fand der Filmkritiker die Szene, in der Donald Sutherland als Leiche in den Zug geschmuggelt wird, die Action-Szene auf dem Dach des Zuges und die Bettszene von Sean Connery mit Lesley-Anne Down.[7]
- Das britische Time Out London Magazine sieht den Film kritischer: Es seien zwar einige beachtliche Sequenzen zu sehen, aber Crichton habe sich nie entscheiden können, ob der Film eine Komödie oder ein Thriller werden solle, und so habe er beide Ziele nicht erreichen können.[8]

## Auszeichnungen
Der Film gewann 1980 den Edgar Allan Poe Award als bester Film. Der kurz nach den Dreharbeiten verstorbene Kameramann Geoffrey Unsworth war 1979 nominiert für den Best Cinematography Award (Preis für die beste Kameraarbeit) der British Society of Cinematographers (Britischen Gesellschaft der Kameraleute).